# Adnan Čaušević
Adnan Čaušević (Prijedor, 10 gennaio 1990) è un ex calciatore bosniaco naturalizzato norvegese, di ruolo difensore.

## Biografia
Nato in Bosnia-Erzegovina, si è trasferito con la sua famiglia in Norvegia all'età di cinque anni, precisamente nella città di Haugesund.

## Caratteristiche tecniche
Viene solitamente impiegato come terzino destro o sinistro, ma a volte è stato utilizzato anche come centrocampista.

## Carriera

### Club

#### Vard Haugesund
A sei anni, è entrato nelle giovanili del Vard Haugesund, dove è rimasto per quattro o cinque stagioni. Ha giocato in prima squadra dal 2007 al 2012, sempre nella 2. divisjon. Al termine del campionato 2012, la sua squadra ha centrato la promozione nella 1. divisjon.

#### Tromsø
Durante il mese di gennaio 2013, si è aggregato al Tromsø in vista del ritiro a La Manga del Mar Menor. A febbraio, Čaušević è stato ingaggiato ufficialmente, legandosi al nuovo club con un contratto dalla durata triennale. Ha esordito nell'Eliteserien in data 17 marzo, schierato titolare nel pareggio per 2-2 sul campo del Sogndal. L'11 luglio ha avuto l'opportunità di debuttare nell'Europa League, venendo impiegato sempre dal primo minuto nella vittoria esterna per 0-2 sul campo del Celje. A fine stagione, il suo Tromsø è retrocesso nella 1. divisjon.

#### Bryne
Il 31 marzo 2014 ha firmato un contratto triennale con il Bryne. Il 6 aprile successivo ha esordito con questa maglia, sostituendo Krister Wemberg nella sconfitta per 3-1 sul campo del Mjøndalen. Ha vestito questa maglia per una stagione e mezzo, totalizzando 24 presenze e 2 reti nell'arco di questo periodo.

#### Il ritorno al Vard Haugesund
Il 22 luglio 2015, Čaušević ha fatto ufficialmente ritorno al Vard Haugesund, legandosi al club con un contratto valido per i successivi due anni e mezzo. Rimasto in squadra fino al termine della stagione, ha disputato 3 partite di campionato, senza segnare alcuna rete.

#### Finnsnes
Il 28 gennaio 2016, il Finnsnes ha confermato sul proprio sito ufficiale d'aver ingaggiato Čaušević, con la formula del prestito: il Vard Haugesund si è infatti assicurato il diritto di rivendere il calciatore. Ha esordito in squadra il 10 aprile, schierato titolare nella vittoria interna per 1-0 sul Kjelsås. L'11 giugno ha trovato la prima rete, nella sconfitta per 3-1 in casa del Tromsdalen. Ha chiuso la stagione con 11 presenze ed una rete, ritirandosi dall'attività agonistica per aver trovato un lavoro in banca.

## Statistiche

### Presenze e reti nei club
Statistiche aggiornate al 1º dicembre 2016.
| Stagione              | Club                  | Campionato            | Campionato | Campionato | Coppe nazionali | Coppe nazionali | Coppe nazionali | Coppe continentali | Coppe continentali | Coppe continentali | Supercoppe | Supercoppe | Supercoppe | Totale | Totale |
| Stagione              | Club                  | Comp                  | Pres       | Reti       | Comp            | Pres            | Reti            | Comp               | Pres               | Reti               | Comp       | Pres       | Reti       | Pres   | Reti   |
| --------------------- | --------------------- | --------------------- | ---------- | ---------- | --------------- | --------------- | --------------- | ------------------ | ------------------ | ------------------ | ---------- | ---------- | ---------- | ------ | ------ |
| 2007                  | Vard Haugesund        | 2D                    | ?          | ?          | CN              | ?               | ?               | -                  | -                  | -                  | -          | -          | -          | ?      | ?      |
| 2008                  | Vard Haugesund        | 2D                    | ?          | ?          | CN              | ?               | ?               | -                  | -                  | -                  | -          | -          | -          | ?      | ?      |
| 2009                  | Vard Haugesund        | 2D                    | ?          | ?          | CN              | ?               | ?               | -                  | -                  | -                  | -          | -          | -          | ?      | ?      |
| 2010                  | Vard Haugesund        | 2D                    | ?          | ?          | CN              | ?               | ?               | -                  | -                  | -                  | -          | -          | -          | ?      | ?      |
| 2011                  | Vard Haugesund        | 2D                    | ?          | ?          | CN              | ?               | ?               | -                  | -                  | -                  | -          | -          | -          | ?      | ?      |
| 2012                  | Vard Haugesund        | 2D                    | ?          | ?          | CN              | ?               | ?               | -                  | -                  | -                  | -          | -          | -          | ?      | ?      |
| 2013                  | Tromsø                | ES                    | 18         | 0          | CN              | 2               | 0               | UEL                | 11                 | 0                  | -          | -          | -          | 31     | 0      |
| 2014                  | Bryne                 | 1D                    | 16         | 0          | CN              | 1               | 0               | -                  | -                  | -                  | -          | -          | -          | 17     | 0      |
| gen.-lug. 2015        | Bryne                 | 1D                    | 5          | 0          | CN              | 2               | 2               | -                  | -                  | -                  | -          | -          | -          | 7      | 2      |
| Totale Bryne          | Totale Bryne          | Totale Bryne          | 21         | 0          |                 | 3               | 2               |                    | -                  | -                  |            | -          | -          | 24     | 2      |
| lug.-dic. 2015        | Vard Haugesund        | 2D                    | 3          | 0          | CN              | -               | -               | -                  | -                  | -                  | -          | -          | -          | 3      | 0      |
| Totale Vard Haugesund | Totale Vard Haugesund | Totale Vard Haugesund | ?          | ?          |                 | ?               | ?               |                    | -                  | -                  |            | -          | -          | ?      | ?      |
| 2016                  | Finnsnes              | 2D                    | 11         | 1          | CN              | 0               | 0               | -                  | -                  | -                  | -          | -          | -          | 11     | 1      |
| Totale                | Totale                | Totale                | ?          | ?          |                 | ?               | ?               |                    | 11                 | 0                  |            | -          | -          | ?      | ?      |